# Dysdera dysderoides
Dysdera dysderoides är en spindelart som först beskrevs av Lodovico di Caporiacco 1947.  Dysdera dysderoides ingår i släktet Dysdera och familjen ringögonspindlar.
Artens utbredningsområde är Etiopien. Inga underarter finns listade i Catalogue of Life.